# Östra Utsjö
Östra Utsjö är en bebyggelse strax söder om Malung vid riksväg 66 på östra sidan av Västerdalälven i Malung-Sälens kommun. Från 2015 avgränsar SCB här en småort.